# Шомошкеш
Шомошкеш (на румънски: Șomoșcheș) е село в северозападна Румъния, част от община Чермей на окръг Арад. Населението му е около 931 души (2002).
Разположено е на 107 m надморска височина в Среднодунавската низина, на 30 km югоизточно от границата с Унгария и на 60 km североизточно от град Арад. Мнозинството от жителите са румънци, около 10% са цигани.